# Amanda Amaranda
Amanda Amaranda (Lettice and Lovage) è una commedia del drammaturgo inglese Peter Shaffer, portata all'esordio a Bath nel 1987. La pièce fu un enorme successo di critica e pubblico al suo debutto a Londra, anche grazie all'apprezzatissima interpretazione di Maggie Smith nel ruolo della protagonista, ma lo stile umoristico prettamente inglese hanno reso più difficoltose le messe in scena a livello internazionale e la commedia è stata accolta più freddamente negli Stati Uniti, in Italia, in Spagna e in Messico.

## Trama
Atto I
Lettice Douffet (Amanda nell'edizione italiana) è una guida turistica intenta a mostrare la decrepita Fustian House, una magione del cinquecento, a un gruppo di turisti chiaramente poco interessati. Cogliendo il disinteresse del suo pubblico, Lettice decide di smettere di annoiarli con il suo discorsetto preparato e comincia ad improvvisare, raccontando loro una versione fortemente romanzata - ma decisamente più avvincente - di Fustian House e dei suoi abitanti. La versione alterata della storia della magione cattura l'attenzione dei turisti, che pendono per la prima volta dalle labbra di Lettice. Con il passare dei giorni, il racconto di Lettice si fa via via più fantasioso ed esasperato, fino a raggiungere dei veri e propri picchi comici e tragici di grande effetto sui turisti. Un giorno, mentre racconta la "storia" della casa, Lettice viene interrotta da una donna che si presenta come Lotte Schoen, che chiede gentilmente agli altri turisti di allontanarsi mentre conferisce in privato con la guida. Lotte si rivela essere un'impiegata del Building Preservation Trust, l'organizzazione che possiede e gestisce Preservation Trust, e ordina a Lettice di presentarsi al suo ufficio l'indomani. Il pomeriggio del giorno dopo, Lettice va all'incontro con Lotte, dove difende strenuamente la sua decisione di raccontare una storia fortemente rimaneggiata dell'edificio. Lotte però ha ricevuto una ventina di lettere di lamentele da turisti che si sono sentiti ingannati dalla guida e decide di licenziare Lettice. Umiliata, Lettice decide di andarsene, ma non prima di ricorrere ad un ultimo istrionismo: la guida infatti si paragona a Maria Stuarda e ricorda che quando la regina di Scozia salì al patibolo e le fu sfilato il mantello nero, tutti i presenti poterono vedere che sotto indossava un vestito rosso, il colore del tradimento e del martirio. Allo stesso modo, Lettice si toglie i soprabito e rivela una veste scarlatta.
Atto II
Sono passate dieci settimane e Lettice, disoccupata, è sola a casa con la sua gatta Felina. Inaspettatamente, Lettice riceve una visita da Lotte, che si dichiara dispiaciuta per come erano andate le cose e che le ha scritto un'eccellente lettera di referenze che permetterebbe a Lettice di trovare lavoro come guida turistica sui tour del Tamigi. Lettice è commossa dal gesto e invita Lotte a restare per un drink. Mentre bevono, Lotte e Lettice scoprono di avere più cose in comune di quanto pensassero: entrambe odiano con passione l'architettura moderna. La timida Lotte la odia a tal punto che una volta aveva progettato con il fidanzato di far esplodere il Shell Building di Londra, ma dopo essersi tirata indietro all'ultimo momento la sua relazione con l'amatissimo compagno era finita. Lotte invita Lettice a cena e le rivela di essere stata molto toccata dalla storia su Maria Stuarda. Lettice allora le racconta anche il resto dell'aneddoto, riportando che la regina di Scozia indossava una parrucca al momento della sua decapitazione e quando il boia le aveva afferrato la testa mozzata per mostrarla al pubblico si era ritrovato in mano soltanto la parrucca. Lotte confessa che anche lei indossa una parrucca e chiede a Lettice di toglierla in un gesto di solidarietà.
Atto III
Sei mesi dopo, Lettice riceve la visita di un avvocato, che dice che la donna è accusata di un reato molto singolare. Tramite le domande del legale, si scopre che Lotte e Lettice sono diventate grandi amiche e che le due avevano cominciato a ricreare celebri processi ed esecuzioni storiche nell'appartamento della ex-guida. Durante una delle messe in scena, Felina aveva graffiato Lotte, che aveva fatto causa a Lettice. Durante l'interrogatorio, Lotte bussa alla porta di Lettice e decide di ritirare la causa, perché sa che diventerebbe lo zimbello di tutti se si scoprisse che anche lei è melodrammatica come Lettice. Tuttavia, Lotte si sente umiliata e riversa la sua rabbia su Lettice, accusandola di vivere la sua vita come una grossa messa in scena. Lotte sta per andarsene, ma Lettice la ferma e confessa emozionata di comportarsi così solo perché l'era moderna sta andando avanti troppo in fretta, lasciandola indietro da sola. Lotte allora si riappacifica con l'amica e le due decidono di unire le forze per trovare un nuovo lavoro insieme. Grazie alle conoscenze architettoniche di Lotte e la fantasia di Lettice, le due guideranno tour turistici dei cinquanta peggiori edifici di Londra, trasformando così il loro odio per l'architettura moderna in una fonte di reddito.

## Storia degli allestimenti
La commedia fece il suo debutto al Theatre Royal di Bath il 6 ottobre 1987, per la regia di Michael Blakemore. La pièce segnò il ritorno del drammaturgo Peter Shaffer al mondo della commedia dopo i successi dei drammi Equus, La grande strage dell'impero del sole ed Amadeus. Lettice and Lovage fu accolta molto positivamente dalla critica, che lodò soprattutto le interpretazioni di Maggie Smith e Margaret Tyzack nei ruoli, rispettivamente, di Lettice e Lotte. Dopo il rodaggio a Bath, la commedia fu immediatamente trasferita al Globe Theatre del West End londinese, dove divenne un grande successo di critica e pubblico, rimanendo in scena per quasi ottocento rappresentazioni; dopo circa un anno di repliche Smith e Tyzack furono sostituite rispettivamente da Geraldine McEwan e Sara Kestelman. Nel 1988 Shaffer revisionò il testo, non essendo completamente soddisfatto del lavoro realizzato entro il debutto londinese.
Nel 1989 la pièce fece il suo debutto internazionale, con nuovi allestimenti portati in scena in Spagna e in Italia. Una produzione spagnola andò in scena nel 1989 con il titolo di El poder de la mandrágora e Amparo Baró e María Fernanda D'Ocón nei ruoli delle due strampalate eroine. Lo humor inglese e i giochi di parole - a cominciare con quello del titolo - furono difficili da tradurre e nelle messe in scena successive in Spagna la pièce fu ribattezzata Carlota y Leticia o semplicemente Leticia. Nello stesso anno la commedia fece il suo debutto in Italia, in scena al Teatro Eliseo di Roma dal 31 gennaio, con la regia di Antonio Calenda. Rossella Falk interpretava Lettice (ribattezzata Amanda), mentre Marina Confalone interpretava Lotte e Luigi Pistilli l'avvocato. L'interpretazione della Falk fu lodata dalla critica, che però evidenziò come lo humor inglese si prestasse poco ad essere tradotto in italiano, a partire dal goffo tentativo di rendere Lottice and Lovage in Amanda Amaranda.
Nel 1990 Shaffer revisionò ulteriormente il testo in occasione della prima della commedia a Broadway. Shaffer infatti pensava che la sua commedia fosse troppo inglese per essere apprezzata a New York e decise di riscrivere interamente il finale. Nella prima londinese, infatti, la commedia terminava con Lotte e Lettige che decidevano di far esplodere un edificio moderno, ma Shaffer pensava che il terrorismo interno sarebbe stato poco apprezzato dal pubblico statunitense, che avrebbe invece preferire vedere le due donne fare soldi con ciò che odiavano. La pièce ricevette recensioni positive ma non entusiastiche; ancora una volta, i critici lodarono l'interpretazione di Maggie Smith. La commedia rimase in scena all'Ethel Barrymore Theatre per 294 rappresentazioni e fu candidata al Tony Award alla migliore opera teatrale, mentre Maggie Smith e Margaret Tyzack vinsero rispettivamente il Tony Award alla miglior attrice protagonista in un'opera teatrale e il Tony Award alla miglior attrice non protagonista in un'opera teatrale.